# ФК Кротоне
Кротоне је професионални фудбалски клуб из Кротонеа, Калабрија. Клуб се тренутно такмичи у Серији Б, другој лиги по рангу у Италији. Основан је 1910, а своје утакмице игра на Стадиону Ецио Шида, који има капацитет од 16.574 места. Стадион носи име по једној од највећих звезда клуба, који је погинуо 1946. године, у саобраћајној несрећи, када је клуб путовао на гостовање.
У сезони 2014/15 клуб је за бод избегао плеј-оф за опстанак у Серији Б.
Следеће сезоне за тренера је постављен бивши играч клуба Иван Јурић, који је био први тренер странац у историји клуба. Предвођен Јурићем, који је форсирао формацију 3-4-3, Кротоне је у сезони 2015/16, изборио историјски први пласман у Серију А. Кротоне је тако постао трећи тим из Калабрије у историји који се пласирао у Серију А (после Катанцара и Ређине). На крају сезоне, Јурић је преузео Ђенову, а за новог тренера именован је Давид Никола, након пропалих преговора са Робертом де Зербијем и Фабијом Гросом.
Дебитантска сезона у Серији А почела је са проблемима. Поред чињенице да су неки од главних играча који су изборили промоцију напустили клуб, Кротоне је, прва два месеца сезоне, био домаћин  у Пескари, јер реконструкција стадиона није била готова. Радови су каснили јер се чекала дозвола надлежних власти за изградњу нових трибина, пошто се стадион налази на археолошким ископинама из античког периода. Све ово је допринело лошем старту клуба у историјској сезони, јер су на првих девет утакмица освојили само један бод. Ипак, ствари су се постепено мењале на боље. Са пет победа на осам утакмица у задња два месеца првенства, Кротоне је, пред последње коло, дошао у позицију да са Емполијем бори за опстанак. Захваљујући победи над Лациом од 3:1 и поразу Емполија од већ прежаљеног Палерма, Кротоне се попео на 17. место и тако је, прескочивши Емполи, изборио опстанак.
У децембру 2017. године, због сукоба са управом, а након пораза од Удинезеа 4. децембра 2017. године, који је био трећи пораз у низу, Давид Никола је поднео оставку, а за новог тренера именован је Валтер Зенга. Кротоне се и у сезони 2017/18 до последњег кола борио за опстанак. Ипак, због пораза у гостима код Наполија од 2:1 у последњем колу и победа директних конкурената СПАЛА, Каљарија, Удинезеа и Кјева, Кротоне је окончао сезону на 18. позицији и тиме је испао у Серију Б.
24. јула 2020. године Кротоне је победом од 5:1 над Ливорном обезбедио друго место у Серији Б и повратак у Серију А након две сезоне. Кротонеов Симеон Нванкво је са 20 голова на 37 утакмица био најбољи стрелац Серије Б.
Почетком марта због лоше позиције клуба Стропа је добио отказ, а наследио га је Серсе Козми. Поразом од Интера (0:2), Кротоне је и математички испао у Серију Б, четири кола пре краја. Иако је Нванкво са 20 голова био најбољи стрелац клуба и пети најефикаснији играч лиге, Кротоне са најгором одбраном и са рекордна 92 примљена гола је на крају био предзадњи.
Боје клуба су тамноплава и црвена. Химна клуба је песма Рина Гаетана "Али небо је увек више плаво" (итал. Ma Il Cielo E' Sempre Piu' Blu), који је рођен у Кротонеу.

## Успеси
- Серија Б
  - Вицепрвак (2): 2015/16, 2019/20.

## Значајни тренери
- Ђорђо Триколи (1954–1955)
- Ђан Пјеро Гасперини (2003–2006)
- Масимо Драго (2012–2015)
- Иван Јурић (2015–2016)
- Валтер Зенга (2017–2018)
- Ђовани Стропа (2018–2021)
- Серсе Козми (2021–тренутно)